# カタフーラ・レパード・ドッグ
　カタフーラ・レパード・ドッグ（英: Catahoula Leoperd Dog）は、アメリカ合衆国のルイジアナ州原産の牧牛犬種である。単にレパード・ドッグとも呼ばれることもあるが、レパード・ツリー・ドッグとはまた別の犬種であるため注意が必要である。また、ブルー・レーシーという牧牛犬種の基礎も築いた。別名はカタフーラ・カー（英：Catahoula Cur）、ルイジアナ・カタフーラ・レパード・ドッグ（英：Louisiana Catahoula leopard dog）、カタフーラ・ホッグ・ドッグ（英：Catahoula Hog Dog）、カタフーラ・ハウンド（英:Catahoula Hound）。

## 歴史
本犬種の成り立ちについては諸説ある。一説は、16世紀にスペインから来た調査団がネイティブアメリカンを追い払うために連れてきたマスティフタイプの軍用犬が本種の基礎になったものである。ネイディブアメリカンがスペイン人をカタフーラ湖周辺の沼地におびき寄せ、乗っている馬ごと沼に沈めて撃退した際に偶然生き残った軍用犬が飼いならされ、ネイティブアメリカンが所持していた犬と交配されることによって本種が誕生したとされる。
　別の説によると、1700年代中頃にルイジアナ周辺に入植したフランス系入植者によって基礎が築かれたとするものがある。当時の入植者はフランス原産の牧羊犬ボースロンを伴っており、これと現地のネイティブアメリカンが飼育していた、湿地帯によく順応したユニークな外見の狩猟犬とを交配したことが始まりとされる。こうして生まれた当時の犬達は非常に柔軟な性質を備えており、牧畜の手伝いから狩猟（匂いの追跡、木の上での獲物の足止め、半野生化した家畜の猟など）まで多岐にわたる役割を担った。1800年代に入ると原産地において犬種はますます人気を得、上記の役割に加えよき家庭犬としての側面が強調された。
　本種はネイティブアメリカンの間や、後にやってきた入植者によって牧牛犬として使われ、力の強さや働きぶりの良さが評判となり、16世紀後半から17世紀初頭になるとルイジアナ州の全土に広まった。本種はカネ・コルソやロットワイラーのようにリーダー牛に攻撃をしかけて群れごと操る方法を用いて働いているが、そのほかに言うことを聞かない牛のかかとを軽く噛んで驚かす、ヒーラーとしての働きを行って移動させることもできる。又、怒った牛や豚を柵の中に誘導して閉じ込めるのも得意である。
　1977年には本種の全米協会が設立され、1979年にはルイジアナ州の州犬として指定された。ルイジアナ州では非常に人気のある犬種で、実用犬としてだけでなくペットやショードッグとしても飼育されている。ただし、2008年の時点でFCIには公認されていない。

## 特徴
よく本種と混同されるレパード・ツリー・ドッグと比べるとがっしりした筋肉質の体つきで力強く、気質もまったく異なる。足や指は太く、マズルは上唇が少し垂れていて、あごの力は強靭である。瞳の色は通常ブラウンであるが、時々片目の色が薄いバイアイの犬もいる。耳は大きめの垂れ耳で、尾は太めの垂れ尾。コートは非常に滑らかなスムースコートで、毛色はブラックとブラック・マールの入り混じった地色に、目の上や四肢の先などにホワイトとタンのマーキングが入ったものなどがある。性格は支配欲が強く大胆であるため、しっかりとしたトレーニングが必要となる。活動的で大量の運動に耐え俊敏である。
　犬種特有の遺伝上の問題として難聴が挙げられる。特にメラニン色素を大幅に欠く個体（大抵は白い体毛の面積が広い犬として生まれる）は片耳及び両耳が失聴した個体が見られる。共にマールの体毛を持つ犬同士の交配によって生まれる仔の25％程度に盲目、難聴、または盲目であり且つ難聴（片耳のみの難聴も含む）が見られる。

## 参考
・『デズモンド・モリスの犬種事典』デズモンド・モリス著書、福山英也、大木卓訳 誠文堂新光社、2007年